# Король (сянци)

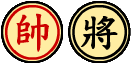
Красный и чёрный короли сянци.

Король (или генерал) — главная фигура китайских шахмат сянци. Мат королю противника означает победу в игре, а вечная угроза мата рассуживается как ничья. Матование короля противника является основной темой большинства задач сянци.
Нападение на короля называется шахом. Объявление вечного шаха засчитывается как поражение шахующего игрока.
В начале игры короли игроков стоят на центральных вертикалях ближних горизонталей, между советниками.

## Обозначения
Название «король» в русском языке имеет шахматное происхождение; в китайском же иероглифы, которыми обозначаются эти фигуры, имеют другие значения:
- Красный король — кит. трад. 帥, упр. 帅, пиньинь shuài, «шуай» — «маршал», «учитель»
- Чёрный король — кит. трад. 將, упр. 将, пиньинь jiàng, «цзян» — «генерал», «военачальник».

Обозначение в западной нотации — K (от англ. King).

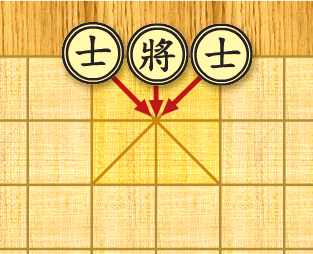
В начальной позиции король может идти только прямо вперёд.

## Ходы
Ходить король может лишь на соседние точки по горизонтали или вертикали, причём не может покидать пределов «дворца» — квадрата из 9 точек, отмеченного диагональными линиями.
Королям запрещено «видеть» друг друга, поэтому запрещён любой ход, в результате которого короли оказываются на одной вертикали так, что между ними нет ни одной фигуры. Это правило придаёт королю атакующее свойство: несмотря на запрет покидать дворец, находящийся на открытой вертикали король запрещает королю противника ход на неё.

## Чанги
От короля сянци происходит генерал чанги, который также не может покидать дворец, однако имеет вдобавок возможность ходить и по его диагоналям.